# Liberia i olympiska sommarspelen 1956
Liberia deltog med 4 deltagare vid de olympiska sommarspelen 1956 i Melbourne. Ingen av landets deltagare erövrade någon medalj.